# Sushilnoi
Sushilnoi è una piccola isola disabitata del gruppo delle Fox nell'arcipelago delle Aleutine orientali e appartiene all'Alaska (USA). Si trova 26 km a est dell'isola Deer, al largo della costa meridionale della penisola di Alaska.
È stata registrata dall'Istituto idrografico russo, nel 1847, come Ostrov Sushilnyy (in russo суша, suša, significa "terra arida" ).